# جيمي جونسون (لاعب كرة قاعدة)
جيمي جونسون (بالإنجليزية: Jimmy Johnson)‏ هو لاعب كرة قاعدة أمريكي، ولد في 28 أغسطس 1947 في كولونا في الولايات المتحدة.

## وصلات خارجية
- جيمي جونسون على موقعبيزبول رفرنس.كوم (الدوري الثانوي) (الإنجليزية)